# Behir Chergui
Behir Chergui è un comune dell'Algeria, situato nella provincia di Oum el-Bouaghi.